# Taharahaus (Burghaslach)

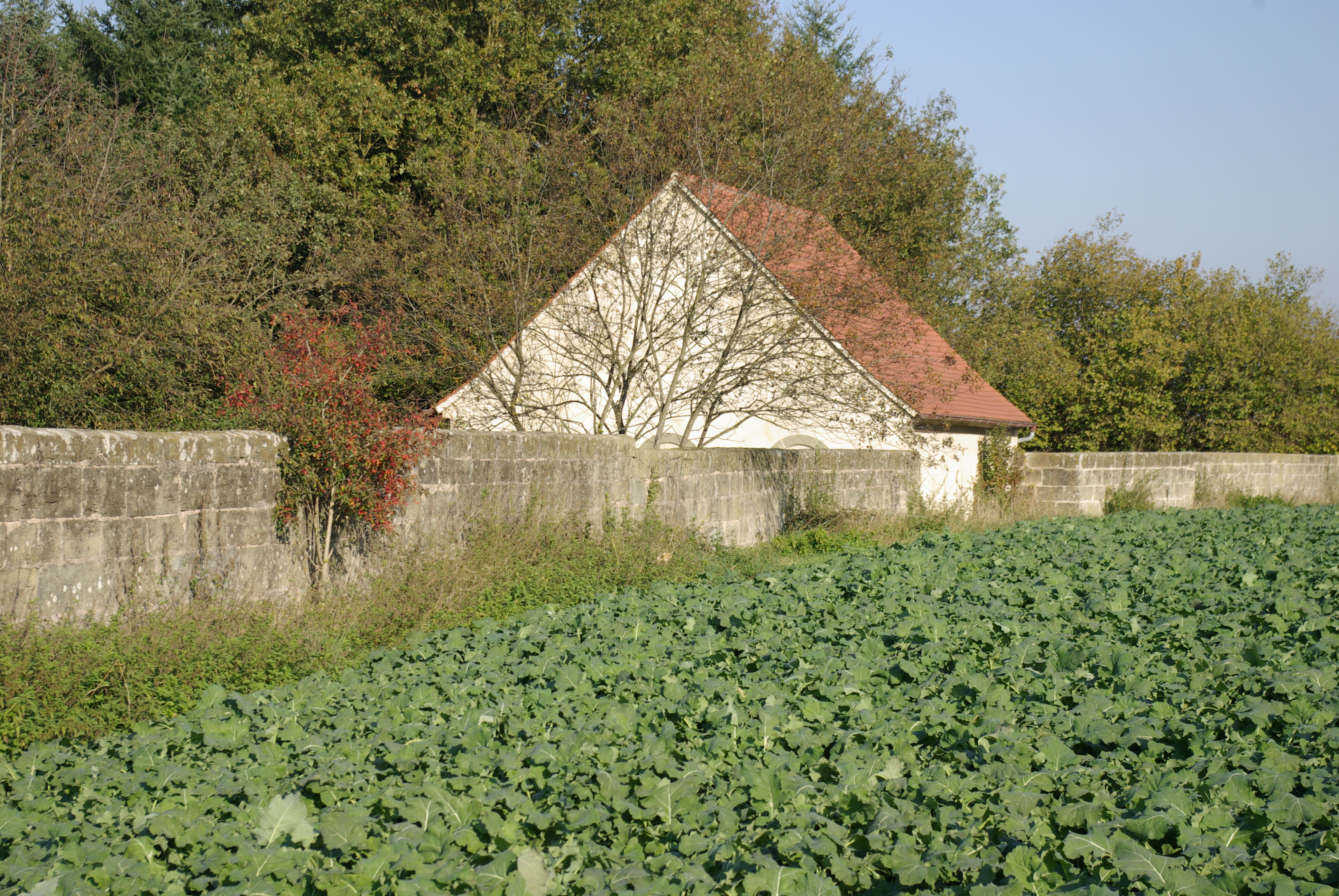
Taharahaus auf dem jüdischen Friedhof in Burghaslach (2011)

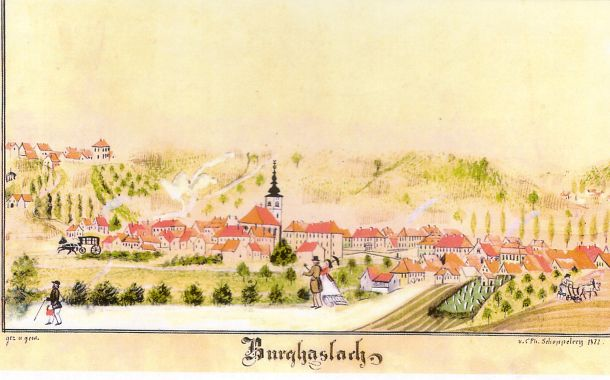
Ansicht von Burghaslach (Gemälde von C. Ph. Schoppelrey aus dem Jahr 1872); rechts vorne der jüdische Friedhof mit dem ersten Taharahaus

Das Taharahaus auf dem  Jüdischen Friedhof in Burghaslach, einer Marktgemeinde im mittelfränkischen Landkreis Neustadt an der Aisch-Bad Windsheim in Bayern, wurde 1885/86 Jahren errichtet. Das Taharahaus auf dem 1775 angelegten Friedhof am südwestlichen Dorfrand ist ein geschütztes Baudenkmal.

## Beschreibung
Das Taharahaus, das unmittelbar hinter dem Eingang zum Friedhof steht, wurde an der Stelle eines Vorgängerbaus errichtet, der 1884 abgerissen wurde. Der eingeschossige Satteldachbau mit Rundbogenfenstern, die Sandsteingewände besitzen, hat eine Grundfläche von 9,3 × 7,7 Metern.
Er besteht aus einer Gebäudehälfte mit Reinigungsraum (mit einem kleinen Nebenraum), wo heute noch der alte Steintisch, auf dem die Leichwäsche (Tahara) stattfand, und die hölzerne Tragbahre für den Leichentransport steht. In der anderen Hälfte gab es zwei kleine Betsäle, jeweils für Frauen und Männer. Am Boden sind großformatige Sandsteinplatten verlegt. Diese drei Räume konnten durch eigene Eingänge von außen betreten werden.
Im Jahr 2007 wurde mit Unterstützung der Deutschen Stiftung Denkmalschutz das Taharahaus renoviert.